# Cheng Pei-pei
Cheng Pei-pei (cinese tradizionale: 鄭佩佩; cinese semplificato: 郑佩佩; pinyin: Zhèng Pèipèi; jyutping: Zeng6 Pui3-pui3; Shanghai, 6 gennaio 1946 – San Francisco, 17 luglio 2024) è stata un'attrice e produttrice cinematografica cinese che lavorò a Hong Kong.
Raggiunse la fama al cinema grazie al ruolo nel film wuxia del 1966 Le implacabili lame di rondine d'oro, diretto da Hu Jinquan.

## Biografia
Durante tutti gli anni '60 fu scelta principalmente per ruoli di esperta spadaccina e marzialista.
Nel 2000 ottenne l'attenzione internazionale grazie all'interpretazione di Volpe di Giada nella pellicola di Ang Lee La tigre e il dragone, in cui per la prima volta rappresentò la parte dell'antagonista. Nel 2004 ebbe il ruolo di Long Po nella miniserie televisiva Watery Moon, Hollow Sky, trasmessa sui canali tematici statunitensi con il titolo di Paradise.
Lavorò nella Cina continentale per la casa di produzione Zhouyi Media.
Morì a San Francisco il 17 luglio 2024, all'età di 78 anni.

## Filmografia

### Cinema
| Anno | Titolo                                        | Ruolo                   | Note                                                            |
| ---- | --------------------------------------------- | ----------------------- | --------------------------------------------------------------- |
| 1964 | Lovers' Rock (情人石)                         | Lin Qiuzi               |                                                                 |
| 1964 | The Last Woman of Shang (妲己)                | Ballerina               |                                                                 |
| 1965 | The Lotus Lamp (寶蓮燈)                       | Liu Yanchang            |                                                                 |
| 1965 | Song of Orchid Island (蘭嶼之歌)              | Ya Lan                  |                                                                 |
| 1966 | Le implacabili lame di rondine d'oro (大醉俠) | Golden Swallow          |                                                                 |
| 1966 | The Joy of Spring (歡樂青春)                  |                         |                                                                 |
| 1966 | Princess Iron Fan (鐵扇公主)                  | Demone dell'Osso Bianco |                                                                 |
| 1967 | Blue Skies (艷陽天)                           | Chen Yun                |                                                                 |
| 1967 | The Dragon Creek (龍虎溝)                     | Guo Er-niu              |                                                                 |
| 1967 | Hong Kong Nocturne (香江花月夜)               | Chia Chuan-chuan        |                                                                 |
| 1967 | Operation Lipstick (諜網嬌娃)                 |                         |                                                                 |
| 1967 | The Thundering Sword (神劍震江湖)             | So Jiau-jiau            |                                                                 |
| 1968 | Golden Swallow (金燕子)                       | Golden Swallow          |                                                                 |
| 1968 | The Jade Raksha (玉羅剎)                      | Leng Qiuhan             |                                                                 |
| 1968 | That Fiery Girl (紅辣椒)                      | Pearl                   |                                                                 |
| 1969 | Dragon Swamp (毒龍潭)                         | Qing-er/Fan Ying        |                                                                 |
| 1969 | The Flying Dagger (飛刀手)                    | Yu Ying                 |                                                                 |
| 1969 | The Golden Sword (龍門金劍)                   | Ngai Jin-feng           |                                                                 |
| 1969 | Raw Courage (虎膽)                            | Shangguan Xiuyi         |                                                                 |
| 1970 | Brothers Five (五虎屠龍)                      | Yen Hsing-kung          |                                                                 |
| 1970 | Lady of Steel (荒江女俠)                      | Fang Yingqi             |                                                                 |
| 1971 | The Lady Hermit (鍾馗娘子)                    | Leng Yushuang           |                                                                 |
| 1971 | The Shadow Whip (影子神鞭)                    | Yang Kaiyun             |                                                                 |
| 1971 | The Patriotic Heroine (拼命娘子)              |                         |                                                                 |
| 1972 | The Yellow Muffler (玉女嬉春)                 | Cantante                |                                                                 |
| 1973 | None But the Brave (鐵娃)                     | Siu Ying                |                                                                 |
| 1974 | Whiplash (虎辮子)                             | Hu Pien-tze             |                                                                 |
| 1982 | Lunatic Frog Women (烈日女娃人)               |                         |                                                                 |
| 1983 | All the King's Men (天下第一)                 |                         |                                                                 |
| 1988 | Painted Faces (七小福)                        | Ching                   |                                                                 |
| 1993 | Flirting Scholar (唐伯虎點秋香)               | Madama Wah              |                                                                 |
| 1993 | Kidnap of Wong Chak Fai (綁架黃七輝)          | Kung Tse-sam            |                                                                 |
| 1994 | From Zero to Hero (亂世超人)                  |                         |                                                                 |
| 1994 | The Gods Must Be Funny in China (非洲超人)    | Zietta                  |                                                                 |
| 1994 | Kung Fu Mistress (神鳳苗翠琴)                 |                         |                                                                 |
| 1994 | Lover's Lover (情人的情人)                    |                         |                                                                 |
| 1994 | Wing Chun (詠春)                              | Ng Mui                  | Cameo                                                           |
| 1996 | How to Meet the Lucky Stars (運財五福星)      | Chu Ba                  |                                                                 |
| 1997 | The Spirit of the Dragon (老鼠龍之猛龍過港)   | Yun Gee                 |                                                                 |
| 1999 | Four Chefs and a Feast (四個廚師一圍菜)       |                         | Cameo                                                           |
| 1999 | A Man Called Hero (中華英雄)                  | Madre di Hero           | Cameo                                                           |
| 1999 | The Truth About Jane and Sam (真心話)         | Madre di Sam            |                                                                 |
| 2000 | Fist Power (生死拳速)                         | Madre di Brian          |                                                                 |
| 2000 | La tigre e il dragone (臥虎藏龍)              | Volpe di Giada          | Vinto—Hong Kong Film Awards, "Miglior Attrice non Protagonista" |
| 2000 | Lavender (薰衣草)                             | Madama Tung             | Cameo                                                           |
| 2001 | Shadow Mask (武神黑俠)                        | Dea Rossa               | Titolo alternativo: The Legend of Black Mask                    |
| 2002 | Flying Dragon, Leaping Tiger (龍騰虎躍)       | Liu Ruyan               | Anche produttrice                                               |
| 2002 | Naked Weapon (赤裸特工)                       | Faye Ching              |                                                                 |
| 2004 | Sex and the Beauties (性感都市)               | Mona                    |                                                                 |
| 2004 | The Miracle Box (天作之盒)                    | Madre di Joanna         |                                                                 |
| 2005 | Insuperable Kid (無敵小子霍元甲)              | Zia San                 |                                                                 |
| 2005 | House of Harmony                              | Amah                    |                                                                 |
| 2007 | They Wait                                     | Zia Mei                 |                                                                 |
| 2007 | Special Boys (功夫好男兒)                     | Zia Lan                 |                                                                 |
| 2007 | Shanghai Baby                                 | Conny                   |                                                                 |
| 2007 | The Counting House                            | Lia                     |                                                                 |
| 2008 | Kung Fu Killer                                | Myling                  |                                                                 |
| 2008 | Love Under the Sign of the Dragon             | Tham                    |                                                                 |
| 2009 | Basic Love (愛情故事)                         | Nonna di Ling           |                                                                 |
| 2009 | Street Fighter - La leggenda                  | Zhilan                  |                                                                 |
| 2009 | Blood Ties (還魂)                             | Madama Lee              |                                                                 |
| 2009 | Taishan Kung Fu (泰山功夫)                    |                         |                                                                 |
| 2010 | Flirting Scholar 2 (唐伯虎點秋香2之四大才子)  | Madama Wah              |                                                                 |
| 2010 | Here Comes Fortune (財神到)                   |                         |                                                                 |
| 2011 | Coming Back (回馬槍)                          |                         |                                                                 |
| 2011 | Legendary Amazons (楊門女將之軍令如山)        | She Saihua              |                                                                 |
| 2011 | Let Love Come Back (讓愛回家)                 |                         |                                                                 |
| 2011 | Shanghai Hotel                                |                         |                                                                 |
| 2011 | Double Bed Treaty (雙人床條約)                |                         |                                                                 |
| 2011 | Speed Angels (極速天使)                       | Zietta Fen              |                                                                 |
| 2011 | My Wedding and Other Secrets                  | Signora Chu             |                                                                 |
| 2012 | Imperial Bodyguard (御前侍衛)                 |                         |                                                                 |
| 2012 | Bright Wedding (璀璨的婚禮)                   |                         |                                                                 |
| 2012 | Give Me Five (五行攻略)                       |                         |                                                                 |
| 2014 | Lilting                                       | Junn                    |                                                                 |
| 2014 | The Scroll of Wing Chun White Crane           |                         |                                                                 |
| 2014 | The Eyes of Dawn                              |                         |                                                                 |
| 2014 | Streets of Macao                              |                         |                                                                 |
| 2014 | The Bat Night                                 |                         |                                                                 |
| 2020 | Mulan                                         | mezzana                 |                                                                 |

### Televisione
| Anno | Titolo                                                     | Ruolo                         | Note                         |
| ---- | ---------------------------------------------------------- | ----------------------------- | ---------------------------- |
| 1980 | Chivalrous Shadow, Fragrant Footprints (俠影香蹤)          | Golden Swallow                |                              |
| 1984 | The Legend Continues (霍東閣)                              | Chan Shi-chiu                 |                              |
| 1996 | Wong Fei Hung Series: The Final Victory (黃飛鴻之辛亥革命) | Mendicante So                 |                              |
| 1997 | The Pride of Chaozhou (我來自潮州)                         | Poon Yuk-lin                  |                              |
| 1999 | Young Master of Shaolin (少年英雄方世玉)                   | Ng Mui                        |                              |
| 2000 | Young Justice Bao (少年包青天)                             | Madre di Bao                  |                              |
| 2001 | Legendary Fighter: Yang's Heroine (楊門女將—女儿當自強)    | She Saihua                    |                              |
| 2001 | Heroes in Black (我來也)                                   | Madre di Feng Pobu            |                              |
| 2002 | Book and Sword, Gratitude and Revenge (書劍恩仇錄)         | Imperatrice dowager Chongqing |                              |
| 2002 | Springs of Life (春到人间)                                 | Yun Shuheng                   |                              |
| 2004 | Chinese Paladin (仙劍奇俠傳)                               | Nonna Jiang                   |                              |
| 2004 | Water Moon, Hollow Sky (水月洞天)                          | Long Po                       | Titolo alternativo: Paradise |
| 2005 | Li Wei Resigns (李衛辭官)                                  | Madre di Li Wei               |                              |
| 2006 | Women of Times (至尊紅顏)                                  | She Huijun                    |                              |
| 2006 | The Yang Sisters                                           | Honey Yang                    |                              |
| 2008 | Home with Kids 5 (家有儿女5)                               |                               |                              |
| 2010 | A Weaver on the Horizon (天涯織女)                         | Signora Fang                  |                              |
| 2012 | Xuan-Yuan Sword: Scar Of Sky (軒轅劍：天之痕)              | Nonna Ma                      |                              |
| 2012 | The Patriot Yue Fei (精忠岳飛)                             | Madre di Yue Fei              |                              |

### Doppiaggio
- Sé stessa in Mulan (doppiaggio cinese)[6]

## Doppiatrici italiane
Nelle versioni in italiano delle opere in cui ha recitato, Cheng Pei-pei è stata doppiata da:
- Ludovica Modugno in La tigre e il dragone
- Elisabetta Spinelli in Le implacabili lame di rondine d'oro (doppiaggio tardivo)
- Melina Martello in Mulan